# セーシェル航空
セーシェル航空（セーシェルこうくう、英語: Air Seychelles）は、セーシェル共和国のセーシェル国際空港を本拠地とする航空会社。同国のフラッグ・キャリアである。

## 概要

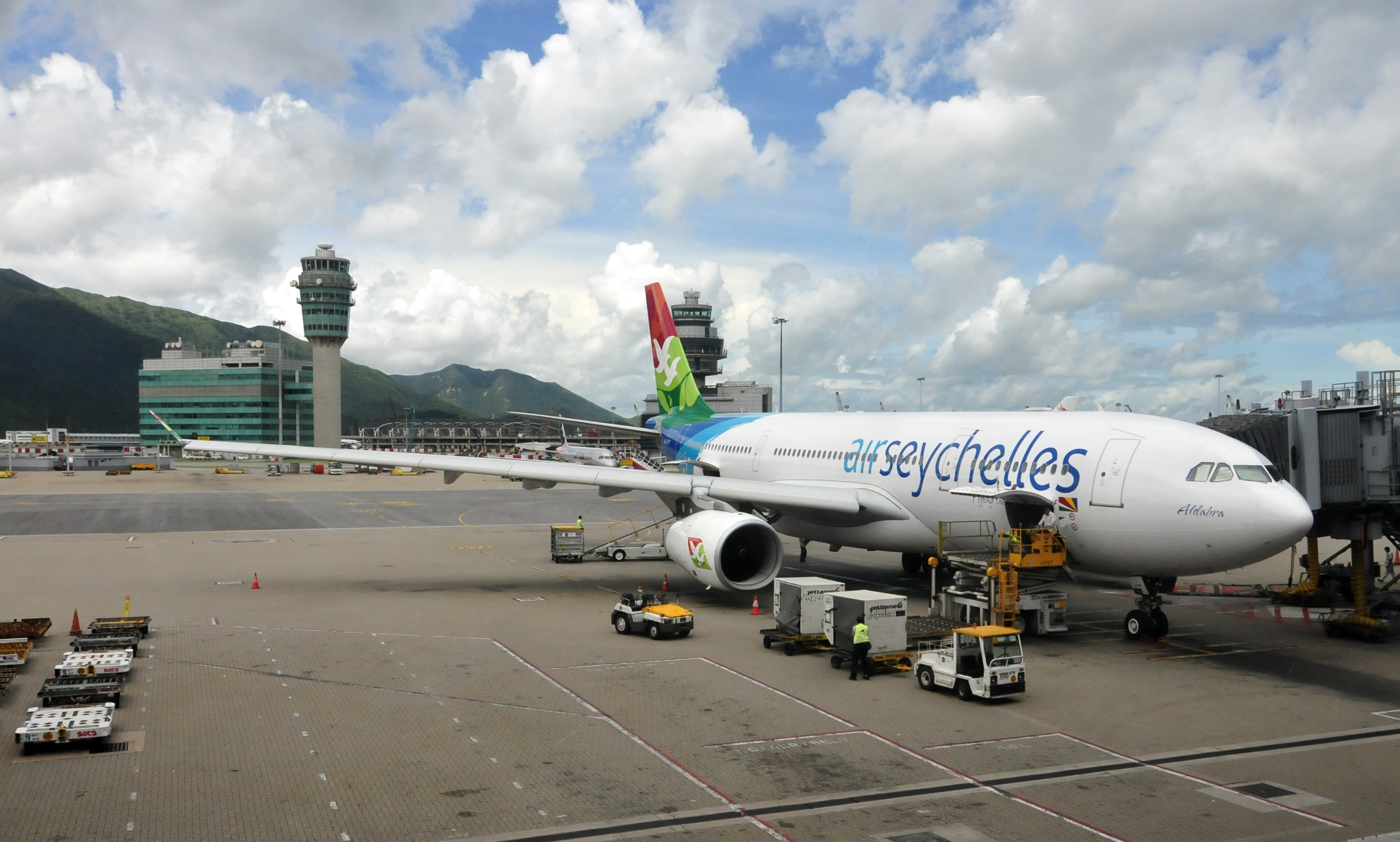
セーシェル航空が運航していたエアバスA330-200

1977年設立。1983年には国際線サービスを開始し、フランクフルト、ロンドンに就航。セーシェル国際空港をベースに近隣諸島との路線及びアフリカ・中近東・インドへの路線を運航している。また、長年にわたり、日本への乗り入れを希望していたといわれている。
イギリス国防省と契約し、2010年1月より英国本土とフォークランド諸島を結ぶチャーター便の運航を行っていたが、翌2011年第3四半期で終了した。
2011年に新塗装を導入したのと前後して事業戦略の見直しに着手。2012年にはアラブ首長国連邦のエティハド航空が株式の40％を取得し、戦略的な提携関係を進めている。これに伴い、自社のマイレージサービス“セーシェル・プラス”がエティハド航空の“エティハド・ゲスト”に統合された。
路線展開では、エティハド航空のハブであるアブダビに就航し、同社とのコードシェア便運航を開始。それまで運航してきたシンガポール線を休止する一方で、香港線の新規開設やパリ線の再開を通して長距離路線を拡充した。しかし、2018年4月にパリ線を運休したのを最後に長距離路線から全面撤退、国内および地域路線に特化して運航していく事になった。
新規導入したエアバスA320neoでは、ビジネスクラスとエコノミークラスの2クラス制機内サービスを導入している。

## 就航都市
| 国               | 都市           | 就航空港                               |             |
| ---------------- | -------------- | -------------------------------------- | ----------- |
| セーシェル       | マヘ島         | セーシェル国際空港                     | ハブ空港    |
| セーシェル       | プララン島     | プララン空港                           | 国内線のみ  |
| 南アフリカ共和国 | ヨハネスブルグ | O・R・タンボ国際空港                   |             |
| モーリシャス     | ポートルイス   | サー・シウサガル・ラングーラム国際空港 |             |
| レユニオン       | サン・ドニ     | ローラン・ギャロス空港                 |             |
| アラブ首長国連邦 | アブダビ       | ザイード国際空港                       |             |
| イスラエル       | テルアビブ     | ベン・グリオン国際空港                 | 2019/11就航 |
| スリランカ       | コロンボ       | バンダラナイケ国際空港                 |             |

## コードシェア
以下の航空会社とコードシェア提携を結んでいる。
- エティハド航空
- 南アフリカ航空
- エールフランス
- エア・ボツワナ
- マダガスカル航空
- アリタリア-イタリア航空
- ヴァージン・オーストラリア

### 過去の提携航空会社
- キャセイパシフィック航空[4]
- チェコ航空[5]

## 機材

### 運航機材
2025年5月現在、セーシェル航空の機材は以下の通りである。
| 機材                      | 運用機数 | 発注機数 | 座席数 | 座席数 | 座席数 | 備考                                        |
| 機材                      | 運用機数 | 発注機数 | B      | Y      | 計     | 備考                                        |
| ------------------------- | -------- | -------- | ------ | ------ | ------ | ------------------------------------------- |
| エアバスA320neo           | 2        | 2        | 12     | 156    | 168    | 2機の愛称は、「プティメルデジル」「ヴーヴ」 |
| バイキング・エアDHC-6-400 | 5        | ‐        | ‐      | 19     | 19     |                                             |
| 計                        | 7        | 1        |        |        |        |                                             |

### 退役機材
- エアバスA330-200
- エアバスA300-B4
- ボーイング707-320
- ボーイング727
- ボーイング737-700
- ボーイング757-200
- ボーイング767-200/-200ER/-300ER
- ブリテン・ノーマン アイランダー

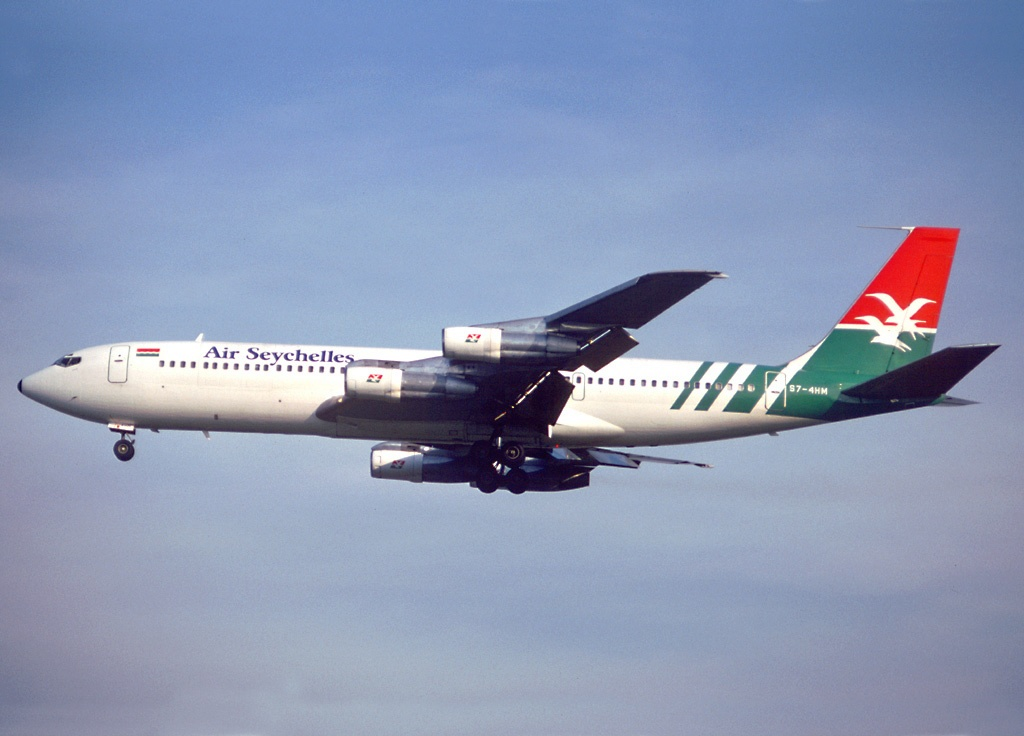
ボーイング707‐320
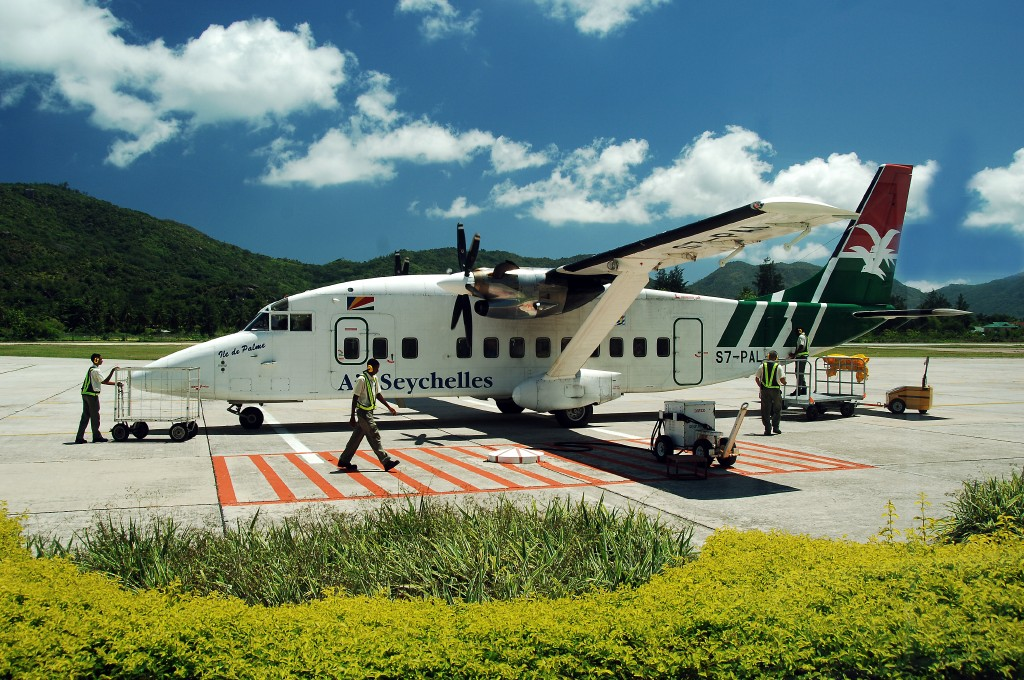
ショート360‐300
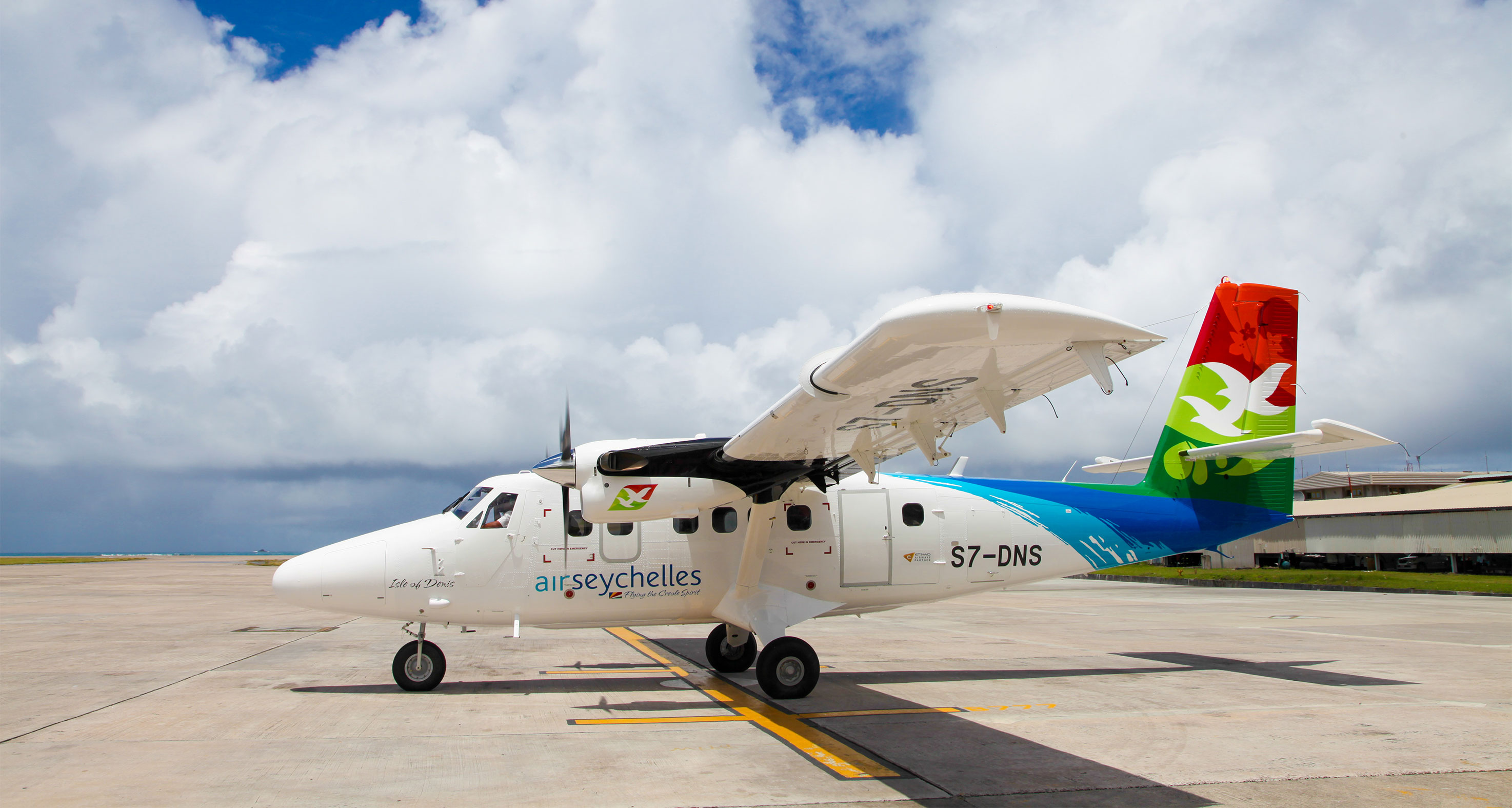
バイキング・エアDHC-6‐400